# Cees Veerman (politicus)
Cornelis Pieter (Cees) Veerman (Nieuw-Beijerland, 8 maart 1949) is een Nederlands voormalig politicus, landbouwer en econoom. Hij was van 22 juli 2002 tot 22 februari 2007 minister van Landbouw, Natuur en Voedselkwaliteit (tot 1 juli 2003 Landbouw, Natuurbeheer en Visserij geheten). Hij was voorzitter van Natuurmonumenten van 2007 tot 2011. Van mei 2012 tot januari 2014 was hij voorzitter van de Raad van Toezicht van de Stichting Vu-VUmc.

## Loopbaan
De boerenzoon Veerman studeerde economie aan de Erasmus Universiteit Rotterdam (doctoraalexamen 1973). In 1983 promoveerde hij aan de Landbouwuniversiteit Wageningen op het proefschrift Grond en grondprijs.
Van 1971 tot 1976 was hij leraar economie en bedrijfseconomie, en tot 1989 achtereenvolgens wetenschappelijk medewerker, hoofdmedewerker en universitair hoofddocent - economie, kennis en wetenschapsleer, onderzoeksmethodologie - aan respectievelijk de Interfaculteit Bedrijfskunde te Delft, later Rotterdam en de faculteit Bedrijfskunde van de Erasmus Universiteit Rotterdam.
Van 1989 tot 2002 was hij bijzonder hoogleraar Agrarische bedrijfseconomie- en sociologie aan de Katholieke Universiteit Brabant. Van 1990 tot 1997 was hij ook bijzonder hoogleraar agribusiness aan de Erasmus Universiteit Rotterdam. Van 1997 tot 2002 was hij eveneens voorzitter van de raad van bestuur van het Wageningen Universiteit en Researchcentrum.
Veerman bekleedde een aantal commissariaten en was onder meer voorzitter van de Nationale Coöperatieve Raad voor Land- en Tuinbouw, bestuursvoorzitter van de Verenigde Tuinbouwveilingen, voorzitter van het DLO-Landbouw-Economisch Instituut, lid van de Raad van Advies Moret, Ernst & Young en lid van de Sociaal-Economische Raad (SER, 1990-1993). Verder was hij lid van het dagelijks bestuur van het Zuiveringsschap Hollandse Eilanden en Waarden te Dordrecht (1979-1986) en waarnemend dijkgraaf van het Waterschap De Groote Waard te Klaaswaal (1980-1996).
Hij was voor het CDA van 1973 tot 1980 lid van de gemeenteraad van Nieuw-Beijerland en van 1986 tot 1991 lid van de gemeenteraad van de nieuwe gemeente Korendijk, waarin Nieuw-Beijerland na een gemeentelijke herindeling was opgegaan. In Korendijk was hij ook fractievoorzitter.
Naast bovengenoemde werkzaamheden is hij akkerbouwer van 180 ha in Goudswaard en 450 ha. in de Franse Dordogne.

### Ministerschap
Veerman was vanaf 22 juli 2002 minister van Landbouw, Natuurbeheer en Visserij in het Kabinet-Balkenende I, vanaf 27 mei 2003 in het Kabinet-Balkenende II en ten slotte vanaf 7 juli 2006 in het Kabinet-Balkenende III.
Veerman schreef in 2001 een rapport voor het CDA wat er in het verkiezingsprogramma over landbouw moet staan; hierbij pleitte hij voor 'revival van de oude boerenethiek'. Op zijn advies kiest het CDA voorzichtig voor duurzame landbouw. Tijdens zijn kabinetsperiode blijkt de Tweede Kamerfractie van het CDA echter vaak een conservatievere koers te kiezen.
In augustus 2005 raakte Veerman in opspraak doordat hij, tegen de regels, tijdens zijn ministerschap ook statutair directeur bleek te zijn van een aantal landbouwbedrijven in Frankrijk. Bovendien had hij zich als Nederlandse Minister van Landbouw hard gemaakt voor landbouwsubsidies van de Europese Unie (subsidies dus waar zijn eigen bedrijven voordeel bij hadden), wat vragen opwierp over belangenverstrengeling. In augustus 2005 bleek ook dat Veerman €185.000 ontving van de Unie ingevolge het gemeenschappelijk landbouwbeleid. Ook bleek hij de jaarrekening over 2003 van een van zijn bedrijven te hebben ondertekend, wat een minister niet mag doen. Uiteindelijk liep deze zaak met een sisser af. Wel leidde de zaak tot een inventarisatie van nevenfuncties van bewindslieden.
In augustus 2006 raakte hij opnieuw in opspraak omdat hij volgens NRC Handelsblad ten onrechte met zijn dienstauto privéreizen zou hebben gemaakt en bovendien vliegreizen voor privédoeleinden zou hebben gedeclareerd. Een deel van deze reizen had zijn Franse landbouwbedrijven als bestemming. Uit onderzoek bleek opnieuw dat Veerman binnen de regels had gehandeld. Toch besloot hij geld terug te betalen.
Veerman gaf na de zomer van 2006 aan niet terug te zullen keren als minister in een volgend kabinet. Eerder dat jaar was Veerman door een aantal leden van het CDA benaderd om het partijleiderschap van Jan Peter Balkenende over te nemen. Hij besloot dit echter niet te doen en verliet de actieve politiek.

### Na de politiek
Op 12 mei 2007 werd Veerman gekozen als voorzitter van de Vereniging Natuurmonumenten als opvolger van Herman Wijffels. Veerman is tevens voorzitter van de Meta-evaluatiecommissie Kwaliteitszorg Wetenschappelijk Onderzoek ingesteld door de Koninklijke Nederlandse Akademie van Wetenschappen, de Nederlandse Organisatie voor Wetenschappelijk Onderzoek (NWO) en de Vereniging van Universiteiten VSNU. Hier volgde hij de in 2007 overleden professor Ad Geelhoed op. Veerman is daarnaast lid van de raad van commissarissen van de Rabobank en sinds maart 2007 vanwege het Wageningen Universiteit Fonds bijzonder hoogleraar duurzame plattelandsontwikkeling in Europees perspectief aan de Wageningen Universiteit en de Universiteit van Tilburg.
In september 2007 werd Veerman benoemd als voorzitter van de commissie duurzame kustontwikkeling, die werd ingesteld om te adviseren over de bescherming van Nederland tegen de gevolgen van de zeespiegelstijging. De commissie-Veerman bracht op 3 september 2008 haar advies uit.
Veerman is sinds november 2007 voorzitter van het Wetenschappelijk Instituut voor het CDA (WI). In juli 2008 is Veerman tot de raad van commissarissen van de Royal Barenbrug Group toegetreden. In februari 2009 werd hij voorzitter van een commissie die moet onderzoeken hoe de bouw van de Amsterdamse Noord/Zuidlijn weer kan worden vlotgetrokken.
En najaar 2009 werd hij ook voorzitter van de Commissie Toekomstbestendig Hoger Onderwijs Stelsel, ingesteld door toenmalig onderwijsminister Plasterk, die wilde weten of hoger onderwijs in zijn huidige vorm een toekomst heeft en hoe de Nederlandse situatie zich verhoudt tot die in andere landen. Deze commissie bracht in april 2010 haar advies uit, getiteld Differentiëren in drievoud. Omwille van kwaliteit en verscheidenheid in het hoger onderwijs.
Verder is Veerman voorzitter van de Raad van Advies van de Dutch Delta Academy, een samenwerkingsverband op initiatief van drie hogescholen (Hogeschool Zeeland, Hogeschool Rotterdam en Van Hall Larenstein) en negen grote werkgevers met als doel attractief, hoogwaardig, actueel delta(technologie) onderwijs en vraaggericht praktijkonderzoek, ingebed in een duurzame relatie tussen scholen en bedrijven. En Cees Veerman is een van deskundigen in de stuurgroep van het European Innovation Partnership (EIP) on Water namens de Vereniging van waterbedrijven (Vewin) en de Unie van Waterschappen.
Hij werd per 1 januari 2012 benoemd als lid van de Raad van Toezicht van de Stichting VU-VUmc. In mei 2012 nam hij het voorzitterschap van de Raad van Toezicht over van Pieter Bouw, die sinds 2001 voorzitter was. Hij is ook lid en beoogd voorzitter van de Raad van Toezicht van de VU-Vereniging. Op 1 januari 2014 nam hij afscheid van het VUmc.